# Boninia mirabilis
Boninia mirabilis is een platworm (Platyhelminthes). De worm is tweeslachtig. De soort leeft in het zoute water.
Het geslacht Boninia, waarin de platworm wordt geplaatst, wordt tot de familie Boniniidae gerekend. De wetenschappelijke naam van de soort werd voor het eerst geldig gepubliceerd in 1923 door Bock.